# Stefan Szymutko
Stefan Szymutko (ur. 27 lipca 1958 w Mysłowicach, zm. 18 lutego 2009) – polski historyk literatury, eseista.
W 1981 roku ukończył studia filologiczne na Uniwersytecie Śląskim i rozpoczął tam pracę naukową. W 1991 na Wydziale Filologicznym tej uczelni uzyskał stopień doktora nauk humanistycznych w zakresie literaturoznawstwa. Temat jego pracy, napisanej pod kierownictwem prof. Tadeusza Bujnickiego, brzmiał: Wielość i wielkość. O "Końcu »Zgody Narodów«" Parnickiego. Stopień doktora habilitowanego uzyskał w 1999 roku na podstawie rozprawy Rzeczywistość jako zwątpienie w literaturze i literaturoznawstwie. W 2007 roku uzyskał tytuł profesora nauk humanistycznych.
Prowadził badania nad twórczością Teodora Parnickiego, oprócz pracy doktorskiej poświęcił mu szereg artykułów naukowych publikowanych w czasopismach naukowych oraz książkach zbiorowych. Przez wiele lat pracował nad przypisami do jednej powieści Parnickiego, Słowa i ciała, których jednak nie zdołał ukończyć. Był też  współtwórcą i pierwszym prezesem założonego w 1997 roku Towarzystwa Literackiego im. Teodora Parnickiego.
Współpracował także z takimi czasopismami jak: FA-art, Opcje, Śląsk, Res Publika Nowa, Pamiętnik Literacki.

## Wybrane publikacje
- Zrozumieć Parnickiego (1992, ISBN 83-900673-0-7)
- Rzeczywistość jako zwątpienie w literaturze i w literaturoznawstwie (1998, ISBN 83-226-0851-9)
- Nagrobek ciotki Cili (2001, ISBN 83-226-1071-8) - nominacja do Nagrody Literackiej Nike 2002[1]
- Przeciw marzeniu? (2006, ISBN 83-226-1550-7)